# Den djupa staten i Turkiet
Den djupa staten (turkiska: derin devlet) sägs vara en grupp inflytelserika antidemokratiska sammanslutningar inom det turkiska politiska systemet. De kan bestå av höga element inom underrättelsetjänster (inhemska och utländska), militären, säkerhetstjänsten, rättsväsendet och (enligt Recep Tayyip Erdoğan) maffian. Begreppet den djupa staten kan tolkas på samma sätt som "en stat i staten", och från olika politiska perspektiv har begreppet getts olika politiska innebörd.

## Definitioner och bakgrund
För dem som tror på dess existens, innebär den politiska dagordningen i den djupa staten trohet mot nationalism, korporativism och statliga intressen. Våld och andra påtryckningsmedel har historiskt använts på ett till stor del förtäckt sätt för att manipulera den politiska och ekonomiska eliten och tillgodose särskilda intressen inom den skenbart demokratiska ramen för det politiska landskapet. Den tidigare presidenten Süleyman Demirel har sagt att världsåskådningen och beteendet hos den (främst militära) elit som utgör den djupa staten och arbetar för att värna nationella intressen, är formade av en djupt förankrad övertygelse – ända från osmanska rikets fall – om att landet alltid befinner sig "på gränsen till sammanbrott".
Den djupa statens ideologi anses av vänstern vara mot arbetarrörelsen eller ultra-nationalistisk, av islamister antiislamisk och sekulariserad, och av etniska kurder antikurdisk. Den förre premiärministern Bülent Ecevit har påpekat att denna mångfald av åsikter återspeglar en oenighet om vad som utgör den djupa staten. En förklaring är att den "djupa staten" inte är en allians, men summan av flera grupper som motarbetar varandra bakom kulisserna, var och en med sin egen dagordning. Rykten om den djupa staten har varit utbredda i Turkiet sedan Ecevits mandatperiod som Turkiets premiärminister på 1970-talet, efter hans avslöjande om att det finns en turkisk gren av Operation Gladio.